# 소정방굴
소정방굴(小正房窟)은 제주도 서귀포시 동홍동 제주올레 6코스에 있는 해식동이다. 소정방굴은 제주도내 천연동굴 중 146개의 문화재 비지정 동굴 중 하나이며, 소정방폭포 옆에 서쪽으로 위치해 있다. 조면안산암으로 이루어진 해식애에 발달한 해식동이다. 동굴의 폭은 4m, 높이는 10m이며, 동굴 주변은 주상절리이다. 거대한 바위덩어리가 파도에 밀려와 입구에 이르는 길에 쌓여 있다. 해식동과 노치 안쪽에는 원력이 퇴적되어 있다. 접근로에 돌계단은 있지만, 길이 미끄럽고 난간이 없어 위험해 펜스로 일반인들의 통행은 막혀 있다.
주변에는 소정방폭포를 비롯해, 서귀포 칼호텔이 있다.